# Het Dok
Het Dok is een straat in de vorm van een plein in Amsterdam-Noord.

## Plein
Het Dok werd aangelegd in een stratenplan van Rem Koolhaas en Jan Voorberg. Zij vulden hiermee de volgestorte terreinen van de Amsterdamsche Droogdok Maatschappij (ADM) met woningbouw. Het Dok was de bijnaam van de ADM en als zodanig per raadsbesluit op 15 maart 1983 als naam van dit gebied overgenomen. Aan Het Dok staan woningen uit midden jaren tachtig. Aan de zuidkant van het plein staat een 150 meter lang poortgebouw, die toegang geeft tot diverse zijstraten, waarvan het ook de huisnummers draagt. Het werd ontworpen door architectenduo Kees de Kat en Dick Peek. De noordkant wordt gevormd door bebouwing in zijstraten van architect De Haan waarvan de kopgevels aan Het Dok eindigen.  Het plein begin in het westen met een punt aan de straat Koperslagerij; de rijwegen rondom het plein lopen als beide benen van een driehoek steeds verder uiteen tot beide uitkomen op de straat Bankwerkerij. De basis van de driehoek wordt gevormd door een woon/winkelblok Het Dok 14-64. Straten in de omgeving zijn vernoemd naar de scheepsbouw.
Het plein werd opgevuld met een driehoek waarop een groot kunstwerk, parkeerplaatsen en een parkje met een wild tuintje.
Ook Vlissingen kent een Het Dok; het is een insteekhaven.

## Kunst
Niet te missen op het plein is het grote artistieke kunstwerk ADM-Monument van Egon Schrama, dat wordt begeleid door een gedenkplaat van J. Hoeksel.

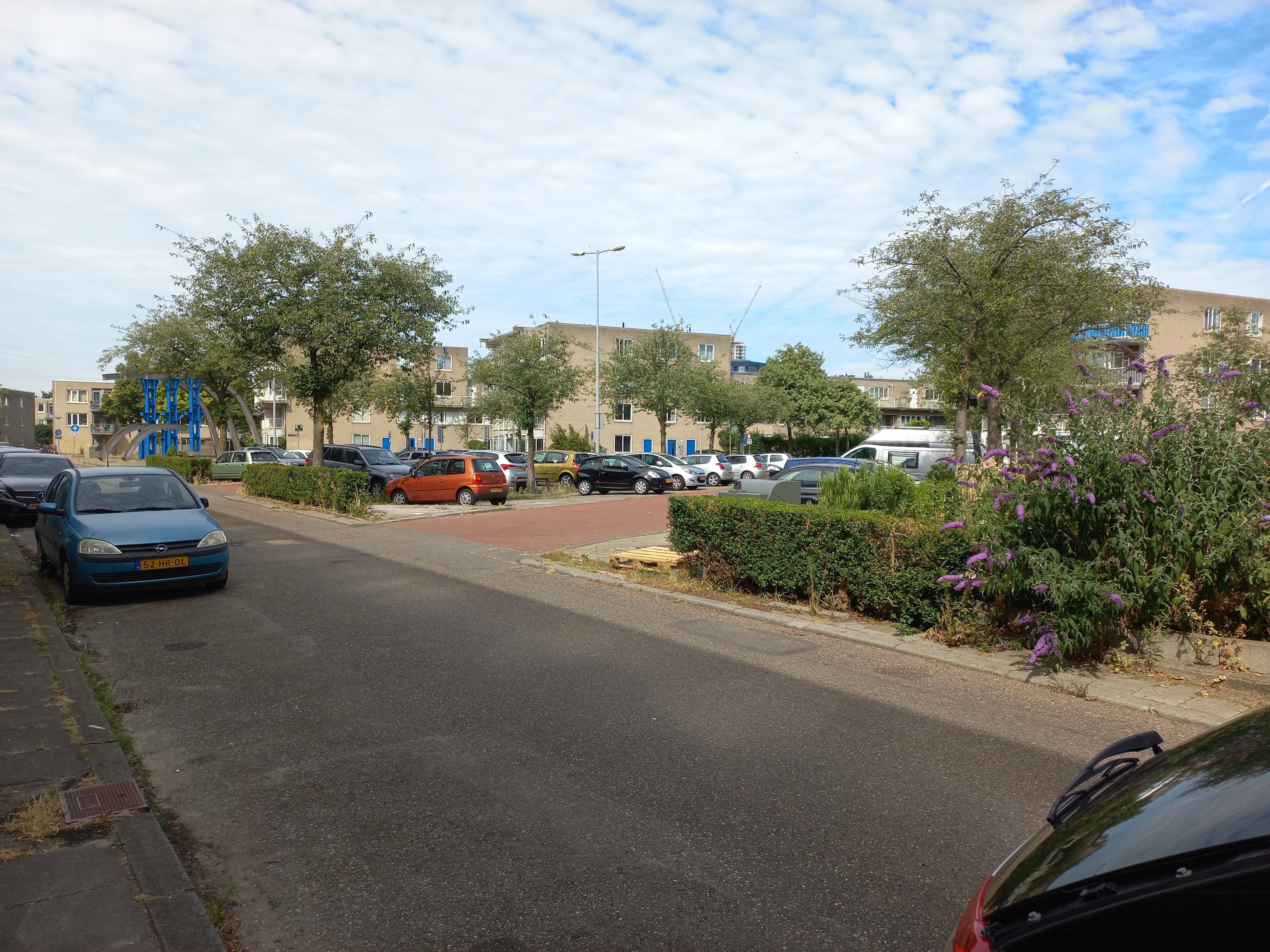
Het Dok vanuit de zuidoostpunt (juli 2022)